# André Duroméa
André Duroméa, né au Havre (Seine-Inférieure) le 5 septembre 1917 et mort à Dieppe (Seine-Maritime) le 16 mars 2011, est un homme politique et résistant français. Membre du Parti communiste français, il a été maire du Havre de 1971 à 1994, conseiller général de la Seine-Maritime de 1958 à 1976, député et sénateur de la Seine-Maritime entre 1967 et 1993.

## Biographie
Formé au métier d'ajusteur, André Duroméa adhère à dix-neuf ans au Parti communiste, à l’époque du Front populaire. Pendant l'occupation de la France par l'Allemagne nazie, il rejoint la résistance et opère en tant que lieutenant-colonel dans un réseau de Francs-tireurs et partisans (FTP) du Sud-Ouest de la France. Il est arrêté par les Allemands en mars 1944, durement torturé et déporté à Neuengamme d'où il est libéré en avril 1945.
Son action dans la Résistance lui vaut de recevoir la croix de chevalier de la Légion d'honneur. C’est au lendemain de la guerre (1947) qu’il est élu pour la première fois au conseil municipal de la ville du Havre. André Duroméa est permanent du PCF jusqu’en 1954 et siège dans l’opposition jusqu’en 1959. Il participe à l'élan d'éducation populaire, à l'art élitaire pour tous, et fait construire le Volcan.
René Cance, maire du Havre, fait de l’ouvrier ajusteur son premier adjoint en 1965. En 1971, André Duroméa est élu maire du Havre au premier tour, performance qu'il réitère en 1977 et 1983. Il occupe cette fonction sans discontinuer jusqu'à sa démission en 1994, laissant alors la place à son premier adjoint, Daniel Colliard.
Il est aussi conseiller général de la Seine-Maritime (1958-1976), député (1967-1986 et 1988-1993) et sénateur (1986-1988).
Le 1er janvier 2006, il est promu au grade de commandeur de la Légion d’honneur par Jacques Chirac.
André Duroméa meurt le 16 mars 2011 à  Dieppe. Le 23 mars, une cérémonie funéraire a lieu dans le hall de l'Hôtel de Ville du Havre, où tous ses anciens administrés peuvent lui rendre un dernier hommage.
Il est inhumé au cimetière Sainte-Marie au Havre.

## Parcours politique

### Mandats nationaux
- Député de la Seine-Maritime de 1967 à 1986 et de 1988 à 1993 ;
- Sénateur de la Seine-Maritime de 1986 à 1988 (groupe communiste).

### Mandats locaux
- Conseiller général du 3e canton du Havre de 1958 à 1976 ;
- Maire du Havre de 1971 à 1994 (démissionnaire).

## Décorations
- Chevalier de la Légion d'honneur, 28 février 1949, à titre militaire pour ses faits de guerre entre 1939 et 1945.
- Officier de la Légion d'honneur, 2 avril 1999.
- Commandeur de la Légion d'honneur, 1er janvier 2006.